# Mikel Vesga Arruti
Mikel Vesga Arruti (Vitòria, Àlaba, 8 d'abril de 1993) és un futbolista professional basc que juga com a centrecampista a l'Athletic Club.

## Trajectòria
Format en las categories inferiors del CD Aurrerá de Vitoria, va arribar al Bilbao Athletic el juliol de 2014 procedent del Deportivo Alavés "B" de la Tercera Divisió. La temporada 2014-15 va disputar trenta-vuit partits en els quals va fer tres gols i va poder aconseguir ascendir a Segona divisió amb el filial blanc-i-vermell. Durant la temporada 2015-16 va jugar quaranta-un partits en la categoria de plata i va ser el jugador amb més minuts, 3589, del Bilbao Athletic. El 7 de febrer de 2016 va marcar el seu primer gol en la Segona divisió en un partit contra el RCD Mallorca jugat en l'Estadi de Son Moix que va acabar 2-3, i que va fer que el seu equip guanyés per primer cop a la temporada a fora de casa.
L'Athletic Club el va fitxar el 17 d'agost de 2016. El seu debut a Primera divisió es va produir el 21 d'agost en una derrota per 2-1 contra el Real Sporting de Gijón en l'estadi El Molinón. El 8 de desembre va jugar el seu primer partit a la Lliga Europa de la UEFA contra el Rapid Viena. El 25 de gener de 2017 es va confirmar la seva cessió al Sporting per la resta de temporada 2016-17, després d'haver jugat vuit partits amb l'equip basc: sis a la Lliga, un a la Copa del Rei i un altre a la Lliga Europa. Va marcar el seu primer gol en la competició el 15 d'abril de 2017, el 2–1 en una eventual derrota 3–2 contra el Reial Madrid CF a El Molinón.
El 4 de juliol de 2018, Vesga dou cedit al CD Leganés també de primera, per la temporada 2018-19. El gener de 2021 va ampliar contracte amb l'Athletic fins al 2024, amb una clàusula de 50 milions.

## Palmarès
Athletic Club
- 1 Copa del Rei: 2024[13]
- 1 Supercopa d'Espanya: 2021